# Tolltartó

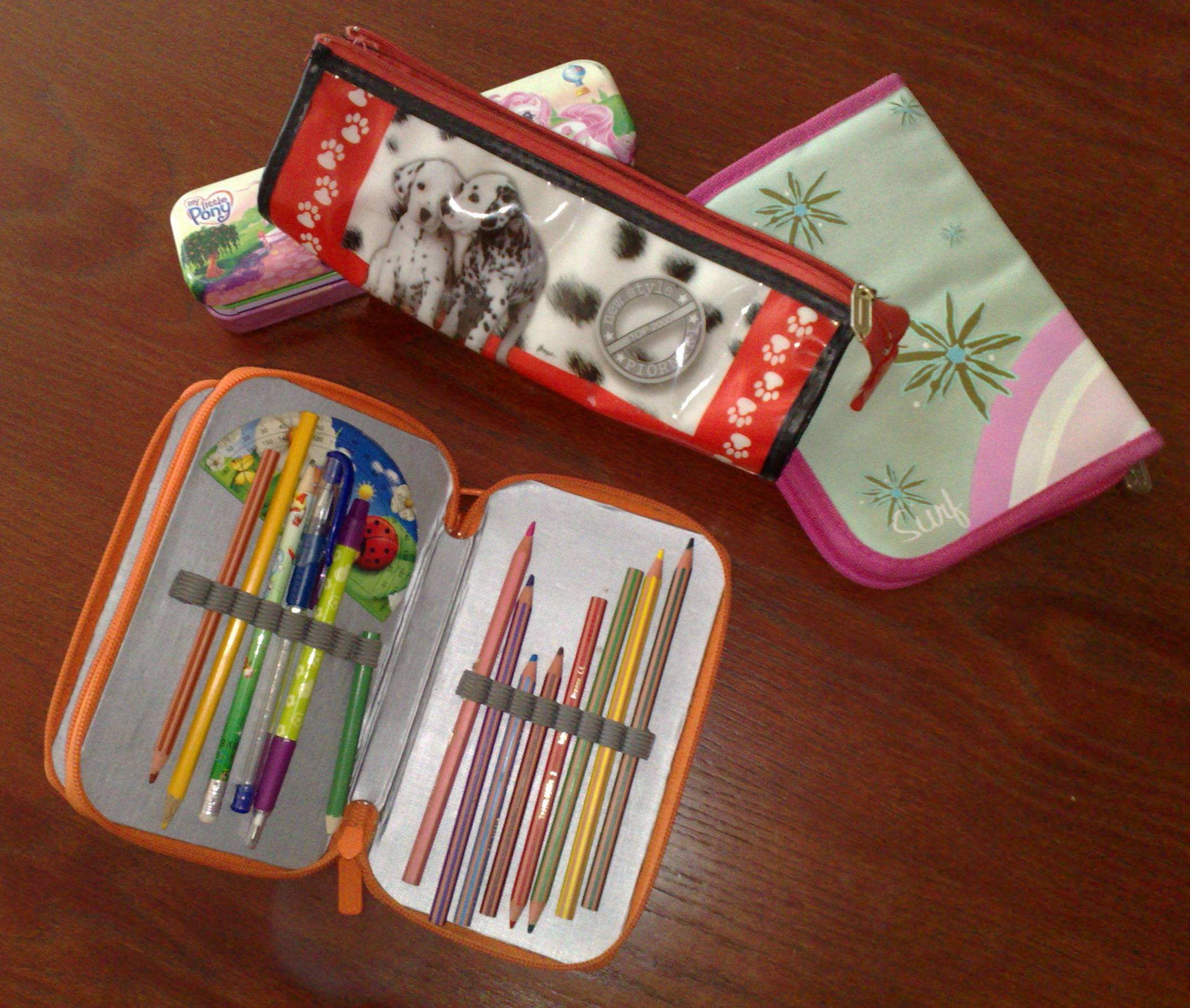
Többféle tolltartó

A tolltartó tollak vagy ceruzák tárolására alkalmas, elsősorban iskolai használatra szánt, manapság többnyire hosszúkás és lapos tárgy. Az első tolltartók keresztmetszete még kerek volt.
A tolltartók anyaga többnyire kemény vagy lágyabb műanyag, bőr vagy fa. A lágyabb változatokat általában cipzárral lehet bezárni. Gyakran szerepelnek rajtuk védjeggyel rendelkező illusztrációk.
Iskolák, vizsgaközpontok előírhatják az átlátszó tolltartók használatát, hogy ne lehessen elrejteni bennük puskának használható feljegyzéseket.
A tolltartóban az íróseszközökön kívül számos más dolog is helyet kaphat, mint például ceruzahegyező és radír.
A diáknyelv tréfás szinonimái többek között a cerkalak és az indiántemető. Német nyelvterületen különösen sok megnevezése alakult ki, használatuk gyakorisága tájanként eltérő.